# Nadela (Serbie)
Pour les articles homonymes, voir Nadela.
La Nadela ou Nadel en serbe cyrillique Надела ou Надел, est un système de canaux et de rivières de Serbie situé dans la province autonome de Voïvodine. Sa longueur est de 81 km. Elle est un affluent droit du Danube.
La Nadela appartient au bassin de drainage de la Mer Noire. Elle n'est pas navigable.

## Course
La Nadela naît de l'écluse de Botoš au croisement du Canal Danube-Tisa-Danube et du Tamiš, à une altitude de 73 m. De nombreuses autres écluses canalisent le cours de la rivière à Tomaševac, Uzdin, Putnikovo, Kovačica et Debeljača. Ainsi canalisée, la Nadela coule en direction du sud.
Près d'Uzdin, les eaux de la Nadela sont utilisées pour l'étang d'Uzdin. Jusqu'à Debeljača, la Nadela, appelée aussi sur cette partie de son cours Veliki kanal (le "grand canal"), coule comme une rivière naturelle. Mais après Debeljača, elle est captée en vue de l'irrigation des terres arables. À partir de ce moment, la rivière décroît en termes de volume et de débit et ne forme plus qu'un ruisseau. Ses eaux servent aussi aux industries de Jabuka et Pančevo. Sans le système d'écluses pour pomper l'eau, la rivière cesserait de couler.
La Nadela continue vers le sud, près de Crepaja, Jabuka, Pančevo, Starčevo, Omoljica et Ivanovo, où elle se jette dans le Danube en créant une "ada", une île fluviale, l'île d'Ivanovo Ostrvo.
La Nadela reçoit plusieurs affluents et canaux, principalement à la fin de son cours : le Verovac, le Dolovački Begej, le Crepajski kanal, le Srednji Begej, la Ponjavica, etc.

## Hydrosystème
La totalité du cours de la Nadela est organisée comme un seul hydrosystème. Son eau est principalement utilisée pour l'irrigation d'environ 4 500 hectares de terres arables et pour l'usage des industries de Jabuka et Pančevo. La rivière est également utilisée comme canal de drainage pour les eaux usées, notamment celles des usines de Pančevo. De ce fait, son cours inférieur est extrêmement pollué.
Une série d'écluses sert :
- dans la partie supérieure du cours, à empêcher le débordement du Tamiš dans les années pluvieuses.
- dans sa partie centrale, à empêcher la Nadela elle-même de déborder, pendant les périodes pluvieuses.
- dans sa partie méridionale, à empêcher les eaux du Danube de déborder lorsque le niveau de l'eau est élevé et à réguler le cours des eaux du Danube inversées à cause des centrales hydroélectriques de Đerdap.